# Den Sorte Klippe
|  | Sammenskrivningsforslag Artiklen Den Sorte Klippe er foreslået føjet ind i Mytologien i Lost. (Siden august 2020) Diskutér forslaget |

Den Sorte Klippe (en. The Black Rock) er et strandet piratskib i den amerikanske tv-serie Lost.

## Historie

### Før flystyrtet
Der vides endnu ikke meget om Den Sorte Klippes fortid, andet end at The Castaways formoder det var et slaveskib.

### Efter flystyrtet
Personer der bl.a. har befundet sig i Den Sorte Klippe: Danielle Rousseau, John Locke, Kate Austen, Jack Shephard, James "Sawyer" Ford og Anthony Cooper.
Danielle fortæller i første sæson at der er dynamit om bord på skibet.
I tredje sæson møder James "Sawyer" Ford den originale Sawyer, der var skyld i hans forældres tragiske død, i Den Sorte Klippe. Han afleverer det brev han har båret rundt på det meste af sit liv, og da den originale Sawyer river brevet i stykker, bliver han kvalt i jernlænkerne.
| Lost | Spire Denne artikel om tv-serien Lost er en spire som bør udbygges. Du er velkommen til at hjælpe Wikipedia ved at udvide den. |